# Kleinzell
Kleinzell est une commune autrichienne du district de Lilienfeld en Basse-Autriche.